# Цхуми (футбольный клуб)
«Цхуми» — грузинский футбольный клуб, базировавшийся в Сухуми.

## История
Клуб был основан в 1990 году, чтобы представлять город в первом розыгрыше чемпионата независимой Грузии. Первым президентом был футболист и арбитр, футбольный функционер, грузинский государственный деятель Гурам Габескирия. Другие известные клубы из Сухуми, в том числе «Динамо», отказались от участия, «Динамо» изъявило желание продолжить выступать в Первой лиге СССР. Знаменитые футболисты, такие как Гоча Гогричиани и Георгий Чихрадзе перешли из «Динамо» в «Цхуми».
В 1990 году клуб дебютировал в чемпионате Грузии. В сезоне 1992/93 он занял последнее, 17-е место, продолжая выступать в Сухуми в условиях грузино-абхазской войны и блокады города. В начале сезона 1993/94 клуб сыграл 5 матчей в чемпионате, но после падения Сухуми в конце августа 1993 года прекратил существование.
Только в 1999 году клуб был воссоздан и дебютировал во Второй лиге, а с 2000 года команда выступала в Третьей региональной лиге. В сезоне 2014/15 стала победителем зонального турнира региональной лиги и провела два сезона (2015/16 и 2016) во второй лиге, затем снова играет в третьей (региональной) лиге. В этот период клуб номинально представлял Сухуми, но де-факто выступал за пределами территории Абхазии, в том числе в 2010-е годы — на стадионе «Амери» (Тбилиси).

## Достижения
- Чемпионат Грузии (вице-чемпион): 1991/92
- Кубок Грузии (финалист): 1990, 1991/92